# Ramón Folch de Cardona-Anglesola

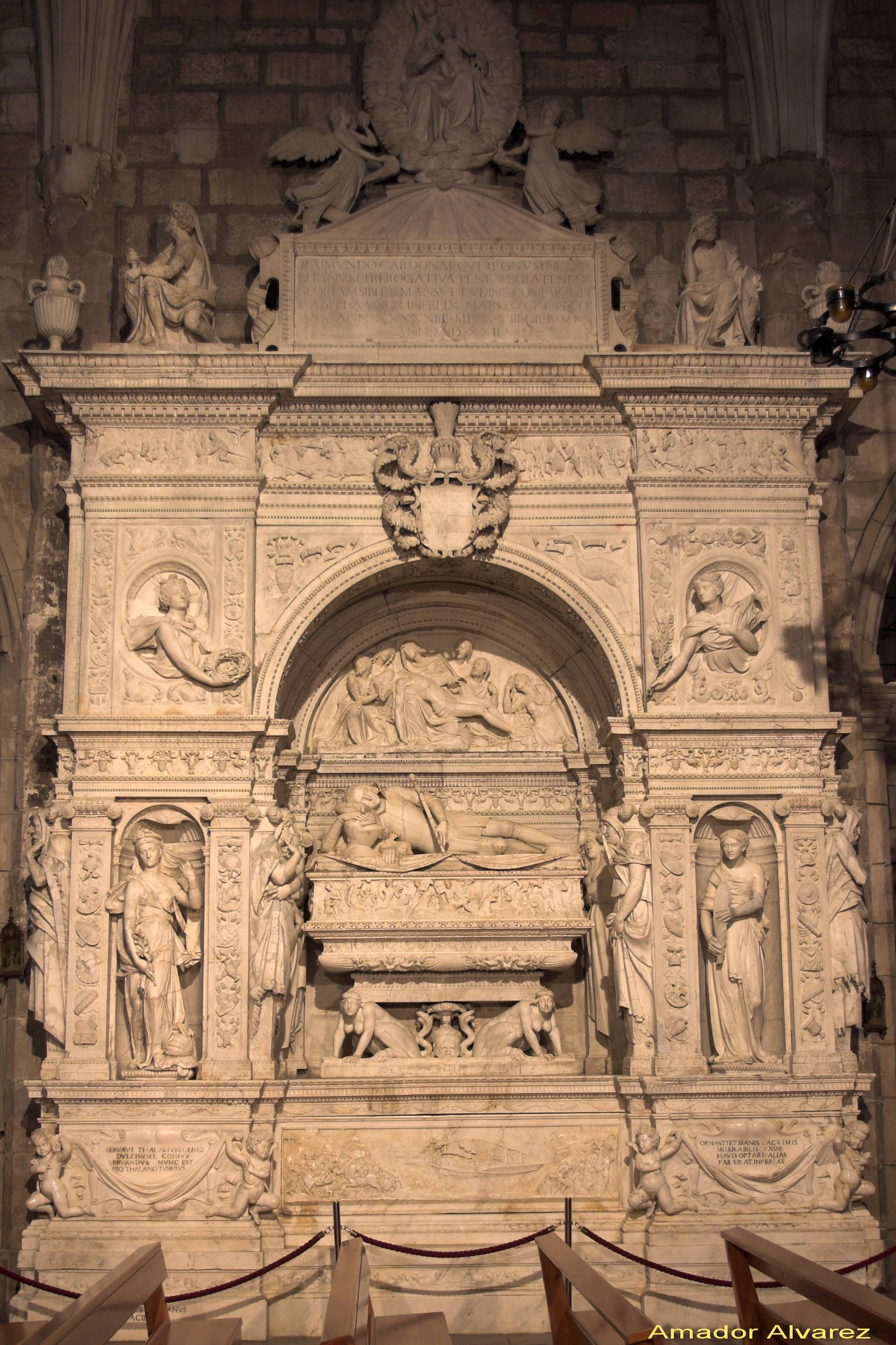
Sarcófago de Ramón Folch de Cardona-Anglesola en la iglesia parroquial de San Nicolás de Bellpuig.

Ramón Folch de Cardona-Anglesola (Bellpuig, Lérida, 1467-Nápoles, 10 de marzo de 1522) fue un militar y marino español. I conde de Oliveto, I duque de Soma y XII barón de Bellpuig.
Almirante de los Reyes Católicos durante las guerras italianas, fue partidario del rey Fernando en las luchas intestinas. Sustituyó al Gran Capitán como virrey de Nápoles, con poca maña y pésima reputación aunque no sin éxitos.

## Biografía
Era hijo de Antonio de Cardona-Anglesola i Centelles y de Castellana de Requesens. Existía el rumor, recogido por el cronista Jerónimo Zurita, de que en realidad era hijo biológico del rey Fernando, pero se desconoce la verdad.
En 1503 lideró las galeras de la Corona de Aragón que participaron en el exitoso sitio de Gaeta, durante la guerra con Francia por el control del reino de Nápoles. Destacó como responsable de la escuadra en la Jornada de Mazalquivir en 1505 durante las campañas del norte de África. Participó en la tercera guerra italiana como parte de los refuerzos enviados por Fernando el Católico a Gonzalo Fernández de Córdoba, para quien comandó una escuadra de galeras junto con Juan de Lezcano y ahuyentó de Calabra a una carraca francesa. Fue después virrey de Sicilia (1507-1509).
Cuando Córdoba fue depuesto como virrey de Nápoles por sus desavenencias con Fernando, Cardona le sucedió en el puesto (1510-1522). Intentó introducir la inquisición española en Nápoles, decisión que le granjeó una gran impopularidad y de la que se tuvo que dar marcha atrás, sustituyéndola con un impuesto especial sobre los judíos. Gobernó con la ayuda del consiglio collaterale de Nápoles, aunque en todo momento siguió a rajatabla las órdenes que llegaban desde Aragón. Al poco tiempo debió servir en guerra de la Liga de Cambrai (en Italia) como jefe de los ejércitos de la Santa Liga, dejando a su esposa, la virreina Isabel de Requesens y Enríquez, en su lugar.
Poco experimentado en combate terrestre y afectado por las diversas opiniones de sus lugartenientes, en 1512 fue vencido por los franceses en Rávena, pero sus tropas lograron abatir al general enemigo, lo que derribó la campaña francesa. Valiéndose de esta oportunidad, Cardona armó otro ejército y persiguió a los franceses a Lombardía. Después se dirigió a la Toscana, donde repuso a los Médici en Florencia tras el infame Saqueo de Prato, el primer suceso de armas español que pasó a nutrir la Leyenda Negra.
Al año siguiente, asistido por el retornante veterano Prospero Colonna, saquearon las tierras de Venecia, aliada de los franceses. Los venecianos llamaron a Bartolomeo d'Alviano, otro veterano del Gran Capitán que trató de tender una trampa a Cardona y Colonna, pero éstos le derrotaron en La Motta (1513). La victoria expulsó a los francófilos del norte de Italia y apartó a Venecia de su lado, aunque Cardona debió volver a Nápoles por la muerte del papa Julio II, cabeza de la Liga Santa, y por la llegada del ejército francés de Francisco I.
Conservó su puesto tras la subida al trono de Carlos I de España, y fue nombrado gran almirante de Nápoles hasta su muerte. Fue enterrado en su Bellpuig natal, en un fastuoso mausoleo encargado por su viuda al escultor italiano Giovanni Merliano da Nola. Esta obra renacentista realizada en mármol blanco de Carrara, es una de las más importantes de su género en España. Inicialmente el mausoleo se ubicó en el convento de San Bartolomé de Bellpuig, que ella fundó; en el año 1841-1842, después de la exclaustración, el mausoleo fue trasladado a la iglesia parroquial de San Nicolás.

## Matrimonio y descendencia
En el año 1506 contrajo matrimonio con Isabel de Requesens y Enríquez, con lo que se convirtió en conde consorte de Palamós, de Trivento y de Avellino y barón de Calonge. Algunas fuentes señalan que tuvieron dos hijos (Fernando de Cardona-Anglesola y de Requesens y Catalina Folch de Cardona y de Requesens); otras le añaden un tercero, Antonio. Finalmente, según Marino Sanuto, tuvieron cuatro hijos, dos chicos y dos chicas:
- Antonio, el primogénito, que era mudo.
- María (n. 1507/1510)
- Beatriz (1511-1535)
- Fernando de Cardona-Anglesola y de Requesens (20 de noviembre de 1521 - 1571), segundo duque de Soma

Una hija ilegítima, Catalina de Cardona, fue criada en Nápoles y, de vuelta, en España, se retiró de la corte y desarrolló una vida eremítica en una cueva de Cuenca, adquiriendo fama de santidad.